# Raymunida confundens
Raymunida confundens is een tienpotigensoort uit de familie van de Munididae. De wetenschappelijke naam van de soort is voor het eerst geldig gepubliceerd in 2001 door Macpherson & Machordom.